# USA:s senat
USA:s senat eller Förenta staternas senat (engelska: United States Senate) är den ena av två kamrar i USA:s kongress, som är landets federala lagstiftande församling. Den andra kammaren är representanthuset. Av dessa två kamrar brukar senaten räknas som överhuset. Senatens exklusiva befogenheter inkluderar bland annat att godkänna traktat presidenten ingått med andra länder, godkänna tillsättandet av höga ämbeten samt att döma i riksrättmål.
Genom en kompromiss i arbetet med USA:s konstitution blev senaten ett organ i första hand för delstaterna, vilket medför att folkrika delstater inte har fler senatorer än de mindre folkrika. Eftersom varje delstat har två senatorer och USA sedan 1959 har 50 delstater finns det 100 platser i den federala senaten. USA:s vicepresident är senatens ordförande (engelska: President of the Senate) som saknar rösträtt, men som har utslagsrösten ifall en omröstning i senaten skulle utfalla med lika röstetal; om vederbörande ej är närvarande vid en sådan omröstning faller förslaget.
I den 119:e kongressen som tillträdde den 3 januari 2025 är mandatfördelningen 53 för Republikanerna och 47 för Demokraterna. Antalet registrerade demokrater i senaten är visserligen endast 45, men de två oberoende ledamöterna har valt att ingå i den demokratiska partigruppen. Senatens president är vicepresidenten J.D Vance från 20 januari 2025.
Senatskammaren ligger i den norra flygeln av Kapitolium i Washington, D.C.

## Mandatperiod, val och valbarhet
Senaten består av två ledamöter från var och en av USA:s delstater, kallade senatorer. Sedan 1959, när Alaska och Hawaii blev amerikanska delstater, har senaten därför haft 100 ledamöter, kallade senatorer. Mandatperioden för senatorerna är sex år.
Ursprungligen valdes senatorerna av delstatsförsamlingarna men sedan det sjuttonde författningstillägget ratificerades 1913 väljs senatorerna genom allmänna val. Senatorerna är sedan inrättandet av senaten indelade i tre jämstora klasser, benämnda I, II och III. Vartannat år tillsätts en tredjedel av senatens platser, genom allmänna val till en av klasserna.
Samtidigt som val genomförs till senaten sker val till samtliga platser i representanthuset, där mandatperioden är två år. Vartannat val till kongressen genomförs samtidigt som presidentvalet. De val till kongressen som sker mellan presidentvalen kallas mellanårsval.
För att kunna väljas till senator måste kandidaten uppfylla samtliga följande tre villkor:
1. ha fyllt 30 år
2. ha varit amerikansk medborgare under 9 år
3. vid tidpunkten för valet vara bosatt i den delstat vederbörande ska representera.[5][8]

Det finns inga konstitutionella begränsningar för hur många gånger en senator kan väljas om.
Valsättet med majoritetsval i enmansvalkretsar gör att USA politiskt har ett utpräglat tvåpartisystem, dominerat av Demokratiska partiet och Republikanska partiet. De oberoende senatorerna, Angus King från Maine och Bernie Sanders från Vermont, ingår i demokraternas partigrupp.

### Senatens klasser

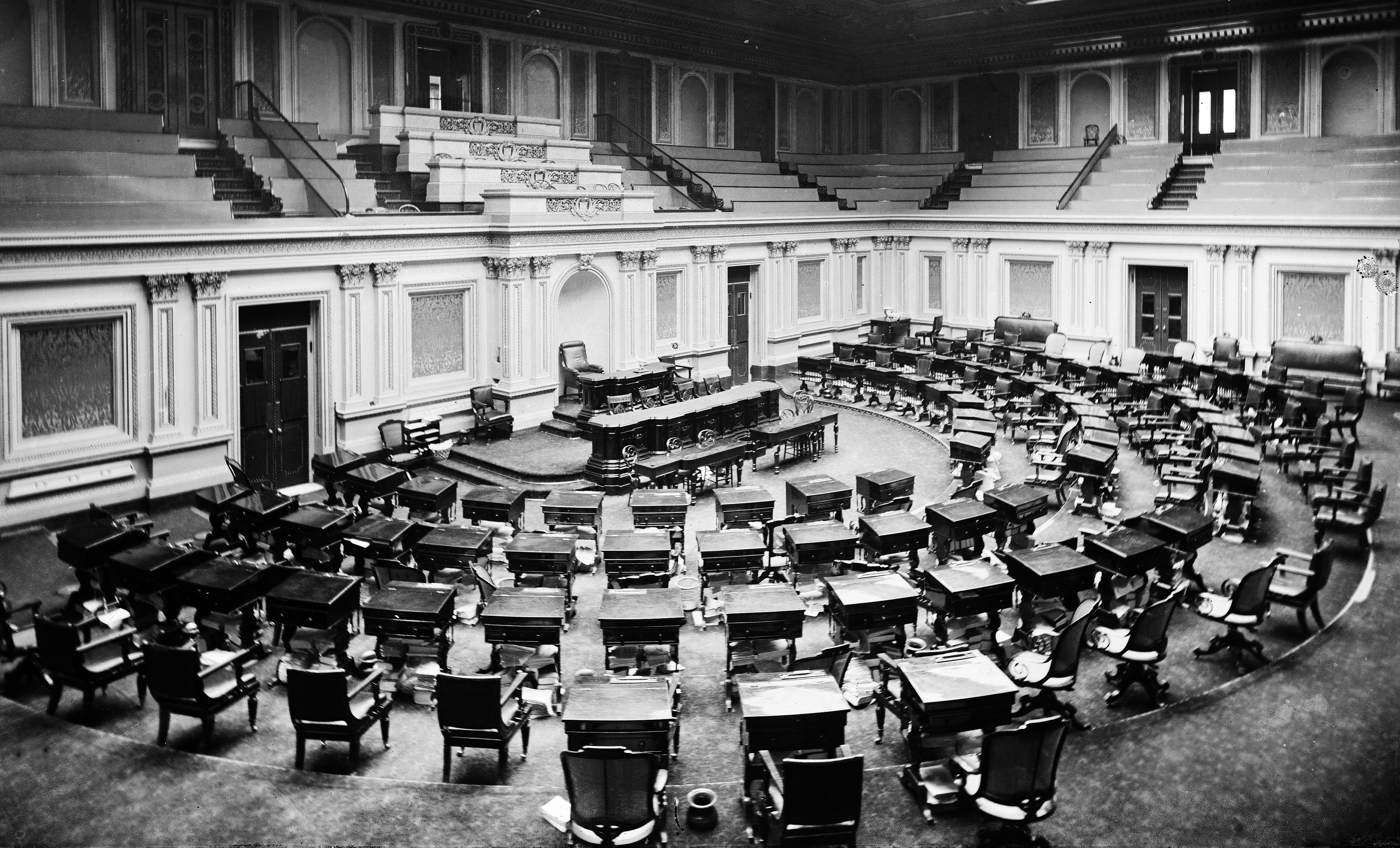
Senatkammaren anno 1873.

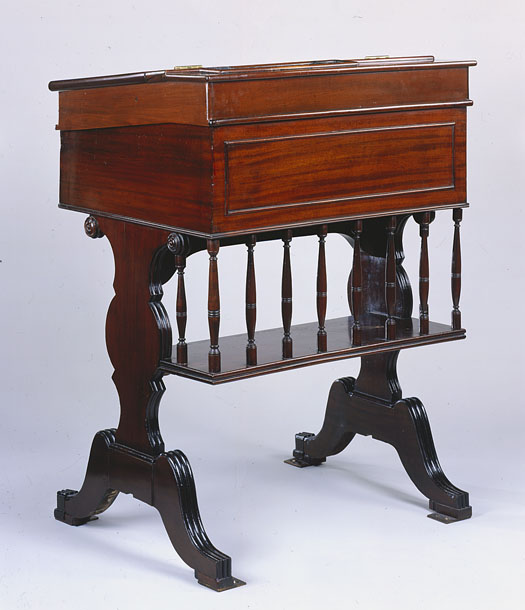
Typisk arbetsbänk i senatkammaren.

Senatens tre klasser fördelar sig mellan delstaterna enligt följande tabell.
| Klass I Nästa val: 2030 | Klass II Nästa val: 2026 | Klass III Nästa val: 2028 |
| ----------------------- | ------------------------ | ------------------------- |
| Arizona                 | Alabama                  | Alabama                   |
| Kalifornien             | Alaska                   | Alaska                    |
| Connecticut             | Arizona                  | Arizona                   |
| Delaware                | Colorado                 | Arkansas                  |
| Florida                 | Delaware                 | Kalifornien               |
| Hawaii                  | Georgia                  | Colorado                  |
| Indiana                 | Idaho                    | Connecticut               |
| Maine                   | Illinois                 | Florida                   |
| Maryland                | Iowa                     | Georgia                   |
| Massachusetts           | Kansas                   | Hawaii                    |
| Michigan                | Kentucky                 | Idaho                     |
| Minnesota               | Louisiana                | Illinois                  |
| Mississippi             | Maine                    | Indiana                   |
| Missouri                | Massachusetts            | Iowa                      |
| Montana                 | Michigan                 | Kansas                    |
| Nebraska                | Minnesota                | Kentucky                  |
| Nevada                  | Mississippi              | Louisiana                 |
| New Jersey              | Montana                  | Maryland                  |
| New Mexico              | Nebraska                 | Missouri                  |
| New York                | New Hampshire            | Nevada                    |
| North Dakota            | New Jersey               | New Hampshire             |
| Ohio                    | New Mexico               | New York                  |
| Pennsylvania            | North Carolina           | North Carolina            |
| Rhode Island            | Oklahoma                 | North Dakota              |
| Tennessee               | Oregon                   | Ohio                      |
| Texas                   | Rhode Island             | Oklahoma                  |
| Utah                    | South Carolina           | Oregon                    |
| Vermont                 | South Dakota             | Pennsylvania              |
| Virginia                | Tennessee                | South Carolina            |
| Washington              | Texas                    | South Dakota              |
| West Virginia           | Virginia                 | Utah                      |
| Wisconsin               | West Virginia            | Vermont                   |
| Wyoming                 | Wyoming                  | Washington                |
|                         |                          | Wisconsin                 |

### Fyllnadsval vid vakanser
Om en senator avgår, avlider eller avsätts innan mandatperiodens slut ska respektive delstats guvernör utlysa fyllnadsval (engelska: special election), och en ny senator väljas för återstoden av den ursprungliga mandatperioden. Delstatsförsamlingarna avgör själva, genom delstatlig lagstiftning förutsättningar för när, var och hur sådana val ska hållas. Delstatsförsamlingarna får också tillåta delstatens guvernör att utse en senator att fullgöra uppdraget fram till dess att ett sådant fyllnadsval har genomförts.
Under 2021 hade 37 delstater lagstiftning som innebar att fyllnadsval enbart genomförs i samband med ett av delstatens ordinarie val, medan de övriga 13 delstaterna hade särskilda lagstiftade datum eller tidsperioder för fyllnadsval. I alla utom fyra delstaterna; nämligen North Dakota, Oregon, Rhode Island och Wisconsin; hade guvernören rätt att utse en tillfällig senator. Tio delstater har reglerat att den tillfälliga senatorn måste representera samma parti som den avgångna; i Hawaii och Utah får guvernören välja senatorn bland tre föreslagna kandidater; i Connecticut måste guvernörens val av tillfällig senator godkännas av delstatsförsamlingen.

## Ledamotskap

### Ed
Konstitutionen kräver att senatorer avlägger en ed eller ett löfte att stödja konstitutionen. Genom lag föreskrivs följande ed för alla federala civila och militära ämbetsmän, inklusive senatorer.
| ” | I, ___ ___, do solemnly swear (or affirm) that I will support and defend the Constitution of the United States against all enemies, foreign and domestic; that I will bear true faith and allegiance to the same; that I take this obligation freely, without any mental reservation or purpose of evasion; and that I will well and faithfully discharge the duties of the office on which I am about to enter. So help me God. | „ |
| – | |   |

På svenska kan eden översättas som "Jag, ___ ___, svär (eller försäkrar) högtidligt att jag kommer att stödja och försvara Förenta Staternas konstitution mot alla fiender, utländska och inhemska; att jag kommer att visa sann trohet och lojalitet gentemot densamma; att jag åtar mig denna förpliktelse frivilligt, utan mentala förbehåll eller avsikt att undandra mig den; samt att jag med omsorg och trohet kommer fullgöra de skyldigheter som åligger det ämbete jag nu tillträder. Så hjälpe mig Gud."

### Lön och förmåner
Årslönen för varje senator sedan 2009 är 174 000 dollar; presidenten pro tempore och partiledare får 193 400 dollar.
Tillsammans med löner, får senatorer pensions- och hälsofördelar som är identiska med andra federalt anställda.

### Uteslutning och andra disciplinära åtgärder
Senaten kan utesluta en senator med två tredjedelar av rösterna. Femton senatorer har blivit uteslutna i senatens historia; William Blount, för förräderi, år 1797 och fjorton senatorer år 1861 och 1862 för att stödja utträdet av delstaterna som bildade Amerikas konfedererade stater. Även om ingen senator har blivit utesluten sedan 1862, har många senatorer valt att avgå när de utsätts för uteslutningsförfaranden. Senaten har också censurerat och fördömt senatorer; censur kräver bara en enkel majoritet och tar inte bort en senator från ämbetet.

## Majoritets- och minoritetspartier
Majoritetspartiet i senaten är det politiska partiet som antingen har en majoritet av platser eller kan bilda en koalition med en majoritet av platser; om två eller flera partier är oavgjorda, avgör vicepresidentens anslutning vilket parti som är majoritetspartiet. Det näst största partiet är känt som minoritetspartiet. Oberoende och medlemmar av tredje partier (så länge de inte stödjer någon av de större partierna) beaktas inte vid bestämningen av vilket som är majoritetspartiet.

## Riksrätt
Senaten fungerar som domstol i riksrättsåtal, med representanthuset i rollen som åklagare, i och med att det senare utarbetar anklagelseakt och framlägger denna för Senaten. Senaten beslutar om formerna och kan fatta fällande domslut med en två tredjedelars majoritet. Under de senaste ett hundra åren har riksrättsmål genomförts mot Bill Clinton och Donald Trump. Ingen av dessa har fällts. Den 13 januari beslöt representanthuset att väcka riksrättsåtal mot Donald Trump en andra gång.